# Fayella
Fayella to wymarły płaz z rodzaju temnospondyli. Żył w permie. Szczątki tego kopalnego płaza znaleziono w stanie Oklahoma w Stanach Zjednoczonych.